# Heaven (Bryan Adams)
Heaven è una canzone rock scritta da Bryan Adams e Jim Vallance per il quarto album di Adams Reckless pubblicato nel 1984, da cui è stato estratto come terzo singolo.
La canzone raggiunse la vetta della classifica Billboard Hot 100 e la numero nove della Billboard Rock Tracks. La canzone è stata in seguito inserita in tutti i greatest hits di Adams, tranne che in The Best of Me. Il disco è stato certificato disco d'oro in Canada nel 1985.

## Descrizione

### Composizione e registrazione
Bryan Adams compose Heaven nel periodo in cui apriva i concerti dei Journey.
La registrazione di "Heaven" venne effettuata presso lo studio di registrazione The Power Station di New York il 6 e 7 giugno del 1983.
Adams pensava che "Heaven" non fosse idonea per l'album Reckless, decisione in parte influenzata dal produttore discografico Jimmy Iovine, che stava lavorando con il cantautore canadese al momento della registrazione. Iovine sosteneva che la canzone fosse "soft" esortando Adams a non includerla nell'album;  ma all'ultimo minuto Adams aggiunse "Heaven" per la track-list.
A metà della sessione di registrazione, il batterista Mickey Curry annunciò  che avrebbe lasciato perché aveva già preso impegni precedenti per una sessione con Hall & Oates.
Curry aveva messo in guardia Adams circa la limitata disponibilità di quel giorno. La sessione di registrazione "Heaven" era in ritardo, così ha chiamato il batterista della band Journey, Steve Smith. Smith era a New York, in quel momento e ha in sostituito Curry. Durante la scrittura di "Heaven", Adams e Vallance sono stati influenzati dalla ballata Faithfully.

### Pubblicazione e riscontro
Il singolo "Heaven" è apparso nella colonna sonora di A Night In Heaven nel 1983 e ha ricevuto molta diffusione in radio, raggiungendo la posizione numero 9 nella mainstream rock song nei primi mesi del 1984. È stato rilasciato come terzo singolo estratto dall'album Reckless nell'aprile del 1985 e ha raggiunto la posizione numero 1 nella Billboard Hot 100. La canzone è anche tornata nella Billboard Rock Tracks nel 1985, raggiungendo la posizione numero 27. "Heaven" ha anche raggiunto la posizione numero 12 sulla Adult contemporary music, diventando il secondo singolo di Adams ad arrivare nella lista dopo Straight from the Heart nel 1983. In Canada, "Heaven" è stata ufficialmente lanciata alla radio nel mese di gennaio del 1985. La canzone ha raggiunto le prime venti posizioni sulla RPM e rimase nella Top 20 per un altro mese.
La canzone è stata pubblicata in Australia, Europa e Nuova Zelanda nel 1985. "Heaven" ha raggiunto la Top 40 nel Regno Unito; ha raggiunto la top ten in Svezia e nel Regno Unito e poi la top 20 in Austria, Irlanda , Svizzera ; in Germania ha raggiunto la posizione numero 28.

### Video musicale
Il video prodotto per Heaven fu diretto dal regista irlandese Steve Barron. Il video è stato nominato all'MTV Video Music Awards nella categoria "migliore cinematografia". La canzone non ha vinto il premio, ma è stata una dei quattro singoli tratti dall'album che è stato nominato per un MTV Video Music Award.
Ci sono due versioni del video musicale: la prima fu girata a Jersey City e vede il cantautore esibirsi durante un concerto in mezzo a molti fan, tra cui l'attrice Lysette Anthony. Quest'ultima dopo aver lasciato il fidanzato per aver guidato in stato di ubriachezza (infatti si vede che si arrabbia con un poliziotto) si dirige verso il teatro dove si sta tenendo il concerto del cantautore; sul finire della canzone però lui la vede e lei scappa, e la insegue, mentre la seconda fu girata a Londra viene mostrato Bryan Adams esibirsi in un teatro vuoto mentre dietro di lui, degli schermi mostrano il suo gruppo suonare.

### Riconoscimenti
- Nel 1984, ha vinto il premio Procan Award  per i numerosi passaggi nelle radio in Canada.[10]
- Nel 1985 ha vinto il BMI Citation of Achievement per i numerosi passaggi nelle radio degli USA.[10]
- Nel 1995 ha vinto un Socan Classics Award per più di 100.000 passaggi radiofonici nelle radio canadesi.[10]

## Tracce
7" Single
1. Heaven - 4:03
2. Heaven (Live Version) - 3:55

12" Maxi
1. Heaven - 4:03
2. Heaven (Live Version) - 3:55
3. Kids Wanna Rock (Live) - 2:57

7" Single - UK
1. Heaven- 4:03
2. Diana - 3:54

## Formazione
- Bryan Adams – voce, pianoforte
- Keith Scott – chitarra
- Robert Sabino – tastiera
- Dave Taylor – basso
- Steve Smith – batteria
- Jim Vallance – tamburello

## Cover
Nel corso degli anni sono state effettuate numerose cover del brano, fra cui:
- Paul Anka[22]
- Twiggy[23]
- Brandi Carlile[24]
- DJ Sammy[25]
- Nick Carter[26]
- Hanna Pakarinen[27]
- Emilia[28]
- Dominique van Hulst[29]
- Kelly Clarkson[30]
- Jason Aldean[31]
- David Archuleta[31]
- Edwin McCain[31]
- Gavin DeGraw[31]
- De Heideroosjes[31]
- Crywolf e Roniit

## Classifiche
| Classifica (1985)                | Posizione massima |
| -------------------------------- | ----------------- |
| Australia                        | 12                |
| Belgio (Fiandre)                 | 29                |
| Canada                           | 11                |
| Germania                         | 28                |
| Irlanda                          | 11                |
| Norvegia                         | 3                 |
| Nuova Zelanda                    | 17                |
| Paesi Bassi                      | 28                |
| Regno Unito                      | 38                |
| Spagna                           | 9                 |
| Stati Uniti                      | 1                 |
| Stati Uniti (mainstream rock)    | 9                 |
| Stati Uniti (adult contemporary) | 12                |
| Sudafrica                        | 9                 |
| Svezia                           | 8                 |
| Svizzera                         | 14                |

## Versione di DJ Sammy
Interpretato da DJ Sammy e Yanou con la partecipazione vocale della cantante Do, è stato pubblicato come singolo il 21 novembre del 2001 in Europa.
Heaven ha raggiunto il 1º posto nel Regno Unito e il numero 8 degli Stati Uniti nella Billboard Hot 100.

## Classifiche

### Classifiche settimanali
| Classifica (2001-2007) | Posizione massima |
| ---------------------- | ----------------- |
| Australia              | 4                 |
| Austria                | 16                |
| Belgio (Fiandre)       | 14                |
| Belgio (Vallonia)      | 36                |
| Brasile                | 21                |
| Canada                 | 7                 |
| Francia                | 5                 |
| Germania               | 10                |
| Irlanda                | 3                 |
| Norvegia               | 8                 |
| Nuova Zelanda          | 41                |
| Regno Unito            | 1                 |
| Scozia                 | 1                 |
| Spagna                 | 16                |
| Stati Uniti            | 8                 |
| Stati Uniti            | 21                |
| Stati Uniti            | 30                |
| Stati Uniti            | 4                 |
| Svezia                 | 17                |
| Svizzera               | 39                |

### Classifiche di fine anno
| Classifica (2002) | Posizione massima |
| ----------------- | ----------------- |
| Australia         | 23                |
| Regno Unito       | 19                |

### Classifiche di fine decennio
| Classifica (2000 - 2009) | Posizione massima |
| ------------------------ | ----------------- |
| Regno Unito              | 77                |